# Journal of Chemical Physics
Journal of Chemical Physics - науковий журнал, що публікує статті в області хімічної фізики; видається Американським інститутом фізики з 1933. Щороку виходять 2 томи по 24 випуски кожен. Коефіцієнт впливовості журналу в 2012 році склав 3,164.